# Diamante (kommunhuvudort)
Diamante är en kommunhuvudort i Argentina.   Den ligger i provinsen Entre Ríos, i den centrala delen av landet, 400 km nordväst om huvudstaden Buenos Aires. Diamante ligger 71 meter över havet och antalet invånare är 19 545.
Terrängen runt Diamante är huvudsakligen platt. Diamante ligger uppe på en höjd. Diamante är det största samhället i trakten. 
Trakten runt Diamante består till största delen av jordbruksmark. Runt Diamante är det glesbefolkat, med 18 invånare per kvadratkilometer.